# Vepricardium sinense
Vepricardium sinense is een tweekleppigensoort uit de familie van de Cardiidae. De wetenschappelijke naam van de soort is voor het eerst geldig gepubliceerd in 1839 door G.B. Sowerby II.